# Pirateria în Somalia

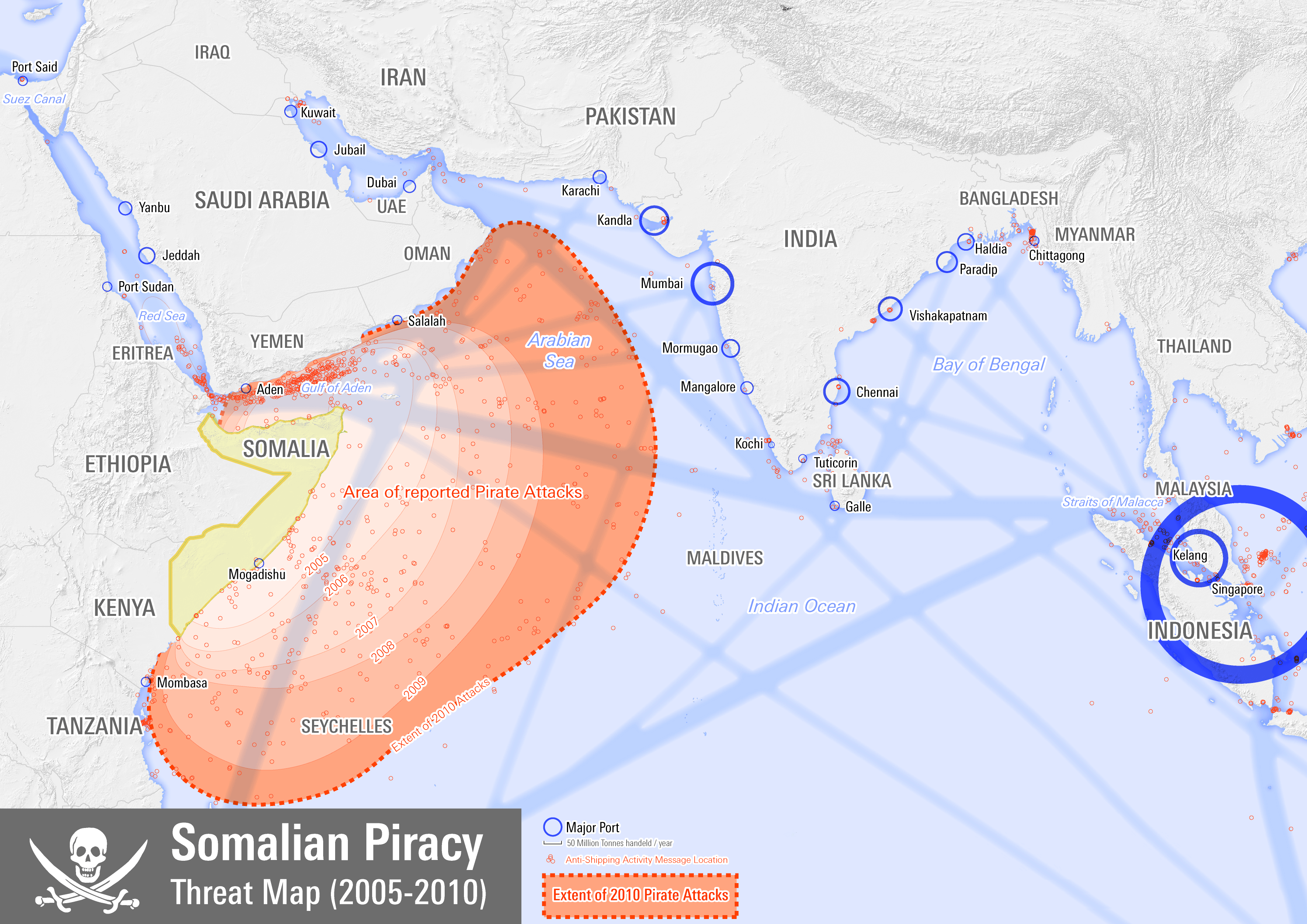
Zona afectată de pirații somalezi (2005–2010)

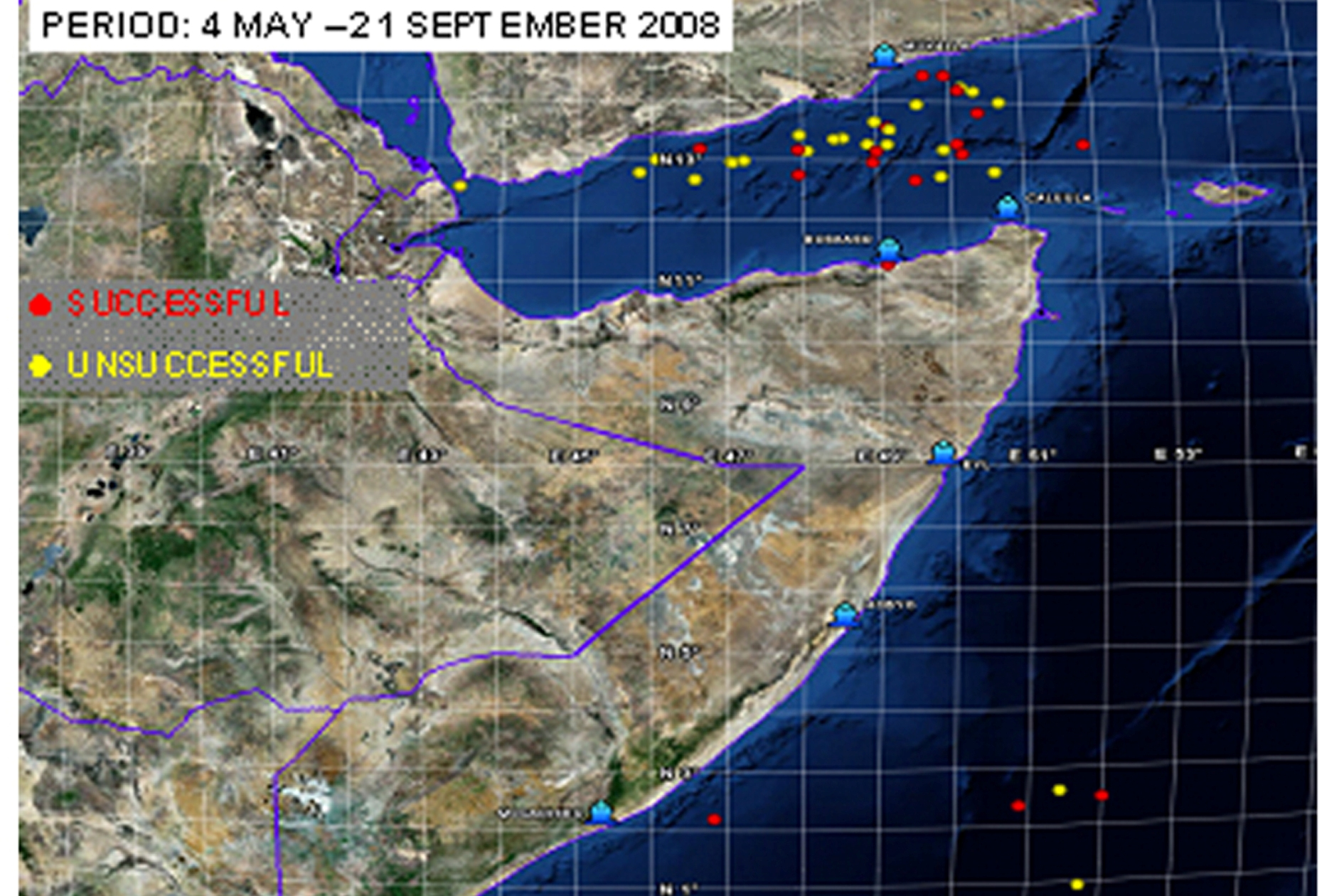
Atacul piraților în Golful Aden (2008)

Pirateria în Somalia se referă la actele de piraterie care se petrec în fața coastelor Somaliei. Aceste evenimente petrecute în apropiere de Cornul Africii amenință serios o rută importantă internațională a navelor comerciale, ca și ajutorul acordat țărilor în curs de dezvoltare. In fața costelor somaleze în Oceanul Indian și Marea Roșie operează ca. o mie de pirați. Războiul civil din Somalia creează condiții prielnice acțiunilor piraților bine înarmați, care sunt sprijiniți oameni de afaceri implicați în contrabada cu arme și muniție. Deoarece guvernul provizoriu somalez nu are mijloacele necesare de a împiedica aceste acte criminale, unele state au început să trimită în regiune propriile nave militare.
În anul 2011, pirații care operează în statul somalez au desfășurat 237 de atacuri iar valoarea totală a răscumpărărilor s-a ridicat la 160 de milioane.

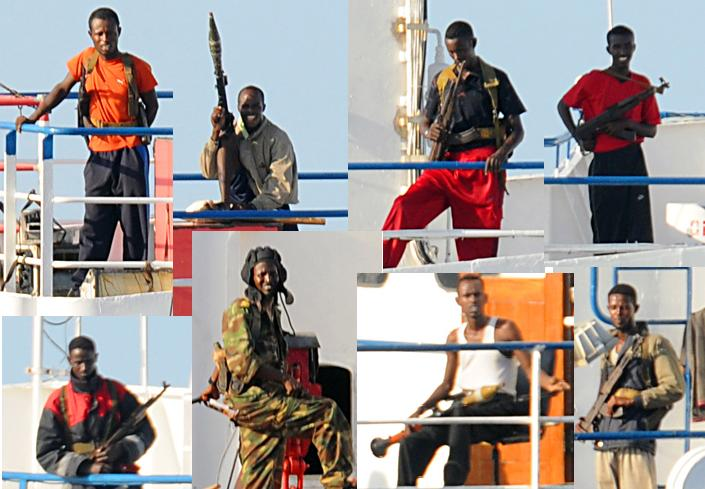
Piraţi pe nava MV Faina

## Cauze
Cauza pirateriei este determinată în parte de faptul că regimul decentralizat somalez, care n-a reușit să împiedice pescuitul navelor străine în apele teritoriale ale Somaliei. Pescarii somalezi au căutat să-și facă dreptate prin alungarea navelor străine. Prin poziția Somaliei pe drumul comercial nautic acești pescari înarmați care la început au căutat împiedicarea pescuitului ilegal în apele lor, nefiind sub control guvermnamental au devenit o parte din ei prin anii 1990 pirați. Expertul kenian Andrew Mwangura afirmă că originea pirateriei se datorează 90 % pescuitului ilegal în apele somaleze. Atacurile piraților încep la Mogadishu (sudul Somaliei) și se continuă spre nord în Golful Aden. Cele mai multe atacuri au avut loc în regiunea Puntland din nord-estul Somaliei, în porturile  Eyl, Harardheere și Hobyo. 
Când s-a constatat că pirateria este o afacere reentabilă, a atras atenția afaceriștilor dubioși care au început să recruteze pirați și să le asigure arme moderne. Pirații în prezent răpesc nave diferite nu numai în apropiere de coastă ci și în larg, pentru acestea și echipaj pretind prețuri de răscumpărare. 
Ei provin din:
- pescari a căror cunoștințe de navigație  sunt utile pe mare,
- soldați care provin din războaiele civile
- și experți tehnici care folosesc instrumente moderne de orientare

Teoria care presupunea că pirații ar fi în legătură cu musulmani fundamentaliști, până în prezent n-a fost dovedită.